# Тръница
Тръница е село в Североизточна България. То се намира в община Нови пазар, област Шумен.
По местна инициатива името на селото е променено от османското Чалъклар на Тръница.

## География
Това малко българско село се намира в Лудогорието на 25 километра североизточно от Нови пазар. То е с южно изложение, на припек и оцедливо място. В най-ниската част на склона минава река, която няма име. Тази река разделя селото от селските гробища.

## Културни и природни забележителности
Някога селото се намирало между двете могили, върху старо римско, после турско селище. Двете могили са били свързани с път. И до днес в нивите се намират парчета от точена керамика а понякога и монети. За голямата могила се носи легенда, че в нея има заровено златно момиче, което тъче със златен стан. Трябва да се качиш на върха, да легнеш по очи, да допреш ухо у земята и да затвориш очи. Чуваш как равномерно трака стана на момичето. Всъщност чуваш ударите на собственото си сърце. Някога в южната страна на могилата, която е по полегата е имало дупка но с течение на времето се е запълнила и заличила. Стари хора разказват, че говедар се решил да влезе и да види какво има в могилата. Събрали се хора, вързали го с едно въже за кръста и той влязъл. Дупката не е вертикална или хоризонтална а косо към могилата. Когато излязъл не успял да каже нищо. Бил онемял. Явно е бил и неграмотен. Така голямата могила не издала тайната си. А момичето тъче ли, тъче.

## Население
Численост на населението според преброяванията през годините:
| \| Година на преброяване \| Численост \| \| --------------------- \| --------- \| \| 1934 \| 432 \| \| 1946 \| 437 \| \| 1956 \| 402 \| \| 1965 \| 342 \| \| 1975 \| 252 \| \| 1985 \| 190 \| \| 1992 \| 174 \| \| 2001 \| 152 \| \| 2011 \| 107 \| \| 2021 \| 68 \| |           |
| Година на преброяване | Численост |
| 1934 | 432       |
| 1946 | 437       |
| 1956 | 402       |
| 1965 | 342       |
| 1975 | 252       |
| 1985 | 190       |
| 1992 | 174       |
| 2001 | 152       |
| 2011 | 107       |
| 2021 | 68        |

### Етнически състав

#### Преброяване на населението през 2011 г.
Численост и дял на етническите групи според преброяването на населението през 2011 г.:
|                     | Численост | Дял (в %) |
| Общо                | 107       | 100.00    |
| Българи             | 101       | 94.39     |
| Турци               | ?         | ?         |
| Цигани              | ?         | ?         |
| Други               | –         | –         |
| Не се самоопределят | ?         | ?         |
| Неотговорили        | 4         | 3.73      |